# Bullach
Bullach ist ein Gemeindeteil der Stadt Lauf an der Pegnitz im Landkreis Nürnberger Land (Regierungsbezirk Mittelfranken, Bayern). Die Gemarkung Bullach hat eine Fläche von 2,066 km². Sie ist in 498 Flurstücke aufgeteilt, die eine durchschnittliche Flurstücksfläche von 4148,42 m² haben.

## Geographie
Das in eine Geländemulde eingebettete Dorf wird im Norden und Westen von zahlreichen Fischteichen begrenzt. Die Kreisstraße LAU 8/ERH 12 führt über Herpersdorf zur Staatsstraße 2236 (1,2 km nordöstlich) bzw. nach Simonshofen (2,3 km südlich). Gemeindeverbindungsstraßen  führen nach Eckenhaid zur Kreisstraße ERH 9 (2,5 km westlich) und nach Neunhof zur Staatsstraße 2240 (2,5 km südwestlich).

## Geschichte
Der Ortsname Bullach leitet sich von den umliegenden Buchenwäldern ab.
Im Mittelalter lag Bullach direkt an einer überregionalen Handelsstraße, die von Forchheim über die Oberpfalz nach Böhmen führte und die unter anderem als „Eisenstraße“ bezeichnet wurde. Später wurde sie auch als „Salzstraße“ bekannt. Die Straße teilte jahrhundertelang das Dorf politisch und konfessionell in zwei Ortsteile: Der zum Nürnbergischen Pflegamt Lauf gehörende Teil war evangelisch-lutherisch, während der zur kurbaierischen bzw. wittelsbachischen Herrschaft Rothenberg gehörende Teil römisch-katholisch war.
Bullach hatte bis zum Ende des Heiligen Römischen Reiches dem Kastenamt Erlangen unterstanden und gehörte damit zur Amtshauptmannschaft Erlangen.
Die Landgemeinde Bullach wurde im Rahmen der Gebietsreform am 1. Januar 1974 in die Stadt Lauf an der Pegnitz eingegliedert. Letzter Bürgermeister der Landgemeinde war Johann (genannt Hans) Witschel, der die Tätigkeit 14 Jahre lang ehrenamtlich ausübte.
Während der von September bis April dauernden Karpfensaison bilden die Fischteiche einen wichtigen Wirtschaftsfaktor für das Dorf. 